# Kafak (cartoonist)
Kafak, pseudoniem van Eddy Greidanus (15 maart 1946 – 3 mei 2000), was graficus, illustrator en cartoonist.
Als politiek tekenaar werkte Kafak van 1978 tot 1986 voor het communistische dagblad De Waarheid en maakte hij affiches voor de linkse studentenbeweging. Later werkte hij ook regelmatig voor de Volkskrant. Hij maakte bij voorkeur linoleumsneden. Voor zijn vrije werk liet hij zich vaak inspireren door de literatuur. Voorbeelden zijn de avonturen van Philip Marlowe van Raymond Chandler en de roman Honderd jaar eenzaamheid van Gabriel García Márquez. 